# 26 de mayo
El 26 de mayo es el 146.º (centésimo cuadragésimo sexto) día del año en el calendario gregoriano y el 147.º en los años bisiestos. Quedan 219 días para finalizar el año.

## Acontecimientos
- 47 a. C.: Julio César visita Tarso en su camino hacia Ptonto. Allí encuentra un entusiasta apoyo, pero de acuerdo con Cicerón, Casio ya estaba planeando matarlo.
- 17 d. C.: Germánico retorna a Roma como un héroe conquistador. Celebra un triunfo por sus victorias sobre los cherusci, los chatti y otras tribus germánicas al oeste del río Elba.
- 451: los rebeldes armenios se enfrentan con el ejército del Imperio sasánida en la batalla de Avarayr. El imperio derrota a los armenios pero les garantiza la libertad para practicar abiertamente el cristianismo.
- 526: en la región de Siria (parte del Imperio romano) sucede un terremoto de XI12 grados en la escala modificada de Mercalli (que mide daños). Deja un saldo de 250 000 muertos.[1]
- 946: en Londres (Inglaterra), el rey Edmundo I es asesinado por un ladrón a quien él personalmente atacó durante la celebración del Día de la Misa de San Agustín de Canterbury.
- 1135: en León (España), Alfonso VII es coronado emperador.
- 1293: en la villa japonesa de Kamakura (en Kanagawa), un terremoto mata a 30 000 personas.
- 1328: en el sur de Francia, William de Ockham (el ministro general franciscano de Miguel de Cesena) y otros dos líderes franciscanos abandonan secretamente la villa de Aviñón, temiendo una sentencia de muerte del papa Juan XXII.
- 1504: Gonzalo Fernández de Córdoba, a instancias del papa Julio II, ordena la detención de César Borgia y su traslado a España.
- 1573: en los Países Bajos, la Armada Española derrota a los Mendigos del Mar en la batalla de Haarlemmermeer.
- 1642: las tropas españolas, comandadas por Francisco de Melo, derrotan a los franceses del Mariscal de Guiche en la batalla de Honnecourt (Francia).
- 1655: el gobernador de Jamaica, José Ramírez de Arellano, evacua parte de la población a Cuba, después de haber capitulado ante los británicos que, al mando del almirante William Penn, ocuparon la isla.
- 1707: en la guerra de sucesión española, las tropas borbónicas toman Zaragoza.
- 1739: en Chile, se realiza la delineación de las calles de la recién fundada villa de Los Ángeles. Esta fecha se considera el día de su fundación.
- 1802: en Madrid, Simón Bolívar se casa con María Teresa Rodríguez.
- 1805: en la catedral de Milán, Napoleón Bonaparte (Napoleón I) asume el título de rey de Italia y es coronado con la corona de hierro de Lombardía.
- 1808: en España, las ciudades de Sevilla, Santander y Gijón se alzan en armas contra los invasores franceses durante la Guerra de la Independencia Española.
- 1816: en Uruguay, abre sus puertas la Biblioteca Nacional, la primera biblioteca pública del país; por tal motivo, cada 26 de mayo se celebra en Uruguay el Día Nacional del Libro.
- 1822: en la Iglesia de  Grue (Noruega) mueren 116 personas en un incendio, el más grande de la historia de ese país.
- 1830: en Washington (Estados Unidos), el Congreso vota la Ley de traslado forzoso. Dos días después será firmada por el presidente Andrew Jackson.
- 1831: en Granada (España), la heroína liberal Mariana Pineda es ejecutada por garrote vil a la edad de 26 años.
- 1857: en San Luis (Misuri) el afroestadounidense Dred Scott (1799-1858) es emancipado por la familia Blow, a pesar de haber perdido un juicio contra la Corte Suprema, que legisló que Scott no podía ser ciudadano debido al color de su piel, y que no podía ser liberado a pesar de haber vivido en estados donde la esclavitud estaba prohibida, ya que sería inconstitucional privar a un blanco de sus bienes incluso cuando saliera de un estado sureño.
- 1872: en España, el militar y político Francisco Serrano es nombrado presidente del gobierno.
- 1880: en Perú ―en el marco de la guerra del Pacífico― se libra la batalla del Alto de la Alianza.
- 1896: en Rusia, Nicolás II se convierte en el último zar de ese país.
- 1897: se publica la novela Drácula, del autor irlandés Bram Stoker.
- 1901: en Viena se inaugura el II Salón Internacional del Automóvil.
- 1906: el ingeniero August Franz Max von Parseval realiza la primera ascensión a bordo de un dirigible no rígido. La aeronave tiene 48 metros de longitud, contiene 2500 m³ de gas y está dotada de 90 cv de potencia.
- 1908: en Uruguay, el Congreso suprime la enseñanza religiosa en las escuelas.
- 1908: en Masied Soleimán (en el sudoeste de Persia), comienza la primera huelga en el oeste de Asia. Los derechos para extraer petróleo son adquiridos rápidamente por la empresa británica Anglo-Persian Oil Company.
- 1910: en la Ciudad del Vaticano, el papa Pío X publica la encíclica Editae saepe, dedicada al tercer centenario de la canonización de san Carlos Borromeo. En la misma señala, desde el punto de vista católico, la diferencia entre la Reforma Católica y la Reforma protestante cuyo fin, según el papa, era la «....deformación y destrucción de la fe y las costumbres».[2]
- 1910: en México, el gobierno de Porfirio Díaz emite el decreto para crear la Universidad Nacional de México.
- 1912: en el paraninfo de la Universidad de Barcelona (Cataluña) se inaugura la Exposición General de Estudios Lunares.
- 1914: en París se estrena la ópera El ruiseñor, de Ígor Stravinski.
- 1915: en la ciudad de Buenos Aires, representantes de Argentina, Brasil y Chile suscriben un tratado de paz, amistad y arbitraje.
- 1917: en el estado de Illinois suceden varios tornados; en la ciudad de Mattoon matan a 101 personas y hieren a 689.
- 1918: Georgia y Armenia se independizan de la Unión Soviética.
- 1920: el aviador francés Fronval bate el récord de acrobacia aérea con 26 loopings consecutivos.
- 1923: en la remodelación del Gobierno de España, presidido por Manuel García Prieto, se nombra nuevo ministro de Gracia y Justicia a Antonio López Muñoz, mientras la cartera de la Guerra pasa a manos del General Aizpuru.
- 1923: en Le Mans comienza la primera carrera 24 Horas de Le Mans, que se realiza anualmente hasta la actualidad.
- 1929: W. Neunhofe logra el récord mundial de altura en aviación después de alcanzar 12,74 km en un Junkers W-33.
- 1929: en México, el presidente Emilio Portes Gil se pronuncia a favor de la autonomía de la Universidad Nacional de México.
- 1933: en España se crea la denominación de origen Jerez.[3]
- 1933: en Alemania, el Partido Nazi introduce una ley para legalizar la esterilización eugenética.
- 1934: en Alicante (España), la explosión de 500 kg de dinamita provoca una catástrofe.
- 1935: en España, Manuel Azaña (presidente de la República) ofrece un mitin en Valencia ante 100 000 republicanos.
- 1936: en Barcelona (España), la Generalidad de Cataluña forma nuevo Gobierno presidido por Lluís Companys.
- 1937: en París se inaugura la Exposición Universal con el lema «Arte y técnica en la actualidad».
- 1940: en el marco de la Segunda Guerra Mundial, comienza la Batalla de Dunkerque en Francia.
- 1945: en la ciudad de Tokio (Japón), las fuerzas armadas estadounidenses bombardean a la población civil. Antes del amanecer destruyen la mitad de la ciudad.
- 1946: en Checoslovaquia, los comunistas ganan las elecciones para la Asamblea Constituyente.
- 1947: en Nicaragua, el general Anastasio Somoza García da un golpe de Estado contra el presidente Leonardo Argüello Barreto, 25 días después de que este le entregara el poder, e impone al doctor Benjamín Lacayo Sacasa como gobernante de facto.
- 1947: en Barcelona (España), Ana Mariscal protagoniza Yerma.
- 1949: en la ciudad de Popayán se registró una erupción en el Volcán Puracé que cobró la vida de 16 estudiantes de la Universidad del Cauca que participaban de una excursión.
- 1951: en el Reino Unido ganan las elecciones los conservadores.
- 1952: en Bonn, Konrad Adenauer suscribe el tratado que integra a la República Federal de Alemania en la Comunidad Europea de Defensa, así como la adhesión alemana a la Comunidad Económica Europea.
- 1955: el bicampeón de Fórmula 1 Alberto Ascari tiene un accidente fatal en el autódromo de Monza mientras probaba un automóvil deportivo de carreras de Ferrari.
- 1956: en Chipre las comunidades griega y turca protagonizan un grave enfrentamiento armado.
- 1956: en Estados Unidos se estrena la película Centauros del desierto, dirigida por John Ford y protagonizada por John Wayne.
- 1958: en el atolón Enewetak (islas Marshall, en medio del océano Pacífico), Estados Unidos detona su bomba atómica Yellowwood, tipo TX-46, de 330 kt. A pesar de su gran potencia, es un fizzle (bomba fallada), ya que se habían predicho 2500 kilotones. Es la bomba n.º 130 de las 1132 que Estados Unidos detonó entre 1945 y 1992.
- 1958: en el atolón Enewetak, Estados Unidos detona su bomba atómica Magnolia, de 57 kt.
- 1958: en Pamplona se inaugura la emisora de radio La Voz de Navarra.
- 1960: tras cinco días de temblores de tierra y maremotos en Chile, el balance de la tragedia arroja una cifra de 6000 muertos y 600 000 personas sin hogar. (Véase Terremoto de Valdivia de 1960).
- 1963: se forma la Organización para la Unidad Africana.
- 1965: en Bolivia, los generales Alfredo Ovando Candía y René Barrientos Ortuño asumen de manera conjunta la «copresidencia».
- 1966: la Guayana Británica se independiza del Reino Unido pero queda dentro de la Mancomunidad Británica de Naciones (Commonwealth).
- 1967: El grupo británico The Beatles lanza en Reino Unido su octavo álbum de estudio denominado Sgt. Pepper's Lonely Hearts Club Band considerando uno de los más influyentes de la historia de la música.
- 1967: en España, la nueva Ley de Educación de la dictadura limita las convocatorias de exámenes en las universidades.
- 1969: Bolivia, Chile, Colombia, Ecuador y Perú firman el Acuerdo de Cartagena, con lo cual se crea la Comunidad Andina.
- 1970: el avión soviético Tupolev Tu-144 se convierte en el primer avión comercial en superar la velocidad de mach 2.
- 1971: en el distrito de Sylhet (actual Bangladés) ―en el marco de la guerra de liberación de Bangladés―, soldados musulmanes del ejército de Pakistán asesina a unos 90 hinduistas (masacre de Burunga).
- 1972: la Unión Soviética y Estados Unidos firman el tratado ABM (tratado sobre misiles antibalísticos).
- 1972: el equipo de fútbol neerlandés Ajax Ámsterdam consigue su segunda Copa de Europa de fútbol tras derrotar al Inter de Milán por 2 a 0.
- 1974: el violonchelista Mstislav Rostropóvich abandona la Unión Soviética.
- 1976: en un polvorín de Pontevedra (España) roban 700 kg de dinamita.
- 1976: en Bilbao (España) se produce un atentado contra el consulado de Alemania Federal.
- 1979: en la cafetería California 47, en Madrid (España), explota una bomba: 9 muertos y 40 heridos.
- 1980: Sandro Pertini, presidente de Italia, inicia una visita a España.
- 1981: en Roma (Italia), el primer ministro Arnaldo Forlani y su gabinete renuncian debido al escándalo acerca de la pertenencia de Forlani a la seudomasónica P2 (Propaganda Due).
- 1983: en Perú finaliza el motín protagonizado por guardias civiles.
- 1983: Japón es sacudido por un sismo (de magnitud 7,7) que desencadena un tsunami que mata al menos a 104 personas y causa miles de heridos.
- 1985: Irak reanuda la «guerra de las ciudades» y bombardea seis municipios de Irán.
- 1986: la Unión Europea adopta su bandera.
- 1986: en Barcelona (Cataluña), Pere Calders recibe el Premio de Honor de las Letras Catalanas.
- 1989: en Casablanca (Marruecos) finaliza la cumbre de la Liga Árabe con el reconocimiento implícito del Estado de Israel y la petición de una conferencia internacional para la paz en Oriente Próximo.
- 1991: en la República de Georgia, Zviad Gamsajurdia se convierte en el primer presidente electo en la era postsoviética.
- 1991: en España se celebran elecciones municipales, perdiendo el PSOE las alcaldías de Madrid, Sevilla y Valencia. Los resultados adversos del Centro Democrático y Social (CDS) provocan además la dimisión de su presidente, Adolfo Suárez González.
- 1992: La banda británica Queen lanza su álbum en vivo Live at Wembley '86 grabado el 12 de julio de 1986 como parte de su gira Magic Tour.
- 1993: José Antonio Marina logra el Premio Nacional de Ensayo por su obra Elogio y refutación del ingenio.
- 1993: Olympique de Marsella logra ganar la Liga de Campeones de la UEFA
- 1994: el Congreso de los Diputados aprueba la nueva Ley del Cine, que ocasiona la primera huelga de este sector en la historia de España.
- 1995: en Pamplona, el cantante Antonio Flores (33) ―hijo de Lola Flores― da el que sería el último concierto de su vida, cinco días antes de su muerte.
- 1998: en Australia, más de un millón de personas asisten a la primera celebración del Día Nacional del Perdón, en respuesta al secuestro sistemático de niños aborígenes llevado a cabo por el Gobierno australiano entre 1869 y 1976.
- 1998: en Chile culmina con éxito la puesta en funcionamiento del nuevo telescopio europeo del ESO (European Southern Observatory: Observatorio Europeo Austral).
- 1998: en los Estados Unidos, la Corte Suprema establece que la isla Ellis ―la histórica puerta de ingreso de millones de millones de inmigrantes― se encuentra principalmente en Nueva Jersey, y no en Nueva York.
- 1999: en Colombia dimite el ministro de Defensa y 17 generales en protesta por las negociaciones de paz del Gobierno con la guerrilla.
- 2000: en Burdeos, la policía francesa detiene tras un tiroteo a dos presuntos miembros de la banda terrorista ETA.
- 2000: en Rusia, la Cámara Baja del parlamento aprueba la amnistía para más de 100 000 presos.
- 2002: en Marte, una nave de la NASA detecta indicios de la existencia de agua helada.
- 2002: el rapero Eminem lanza su cuarto álbum de estudio The Eminem Show
- 2003: Japón es sacudido por un violento terremoto de magnitud 7 en la escala de Richter.
- 2003: en el oeste de Argelia el terrorismo integrista mata a 14 personas.
- 2003: en Turquía se estrella un avión Yakovlev Yak-42 y mueren 62 militares españoles.
- 2004: en Londres, un incendio en unos almacenes destruye más de un centenar de obras de artistas británicos de la colección de Charles Saatchi, entre ellos Tracey Emin y los hermanos Jake y Dinos Chapman.
- 2004: En los Estados Unidos el exsoldado Terry Nichols (49) es hallado culpable de 161 cargos de asesinato por ser cómplice de los atentados en Oklahoma City.
- 2004: Se disputa la final de una temporada de Liga de Campeones de la UEFA peculiar en el estadio Veltins-Arena de Gelsenkirchen (Alemania), entre el FC Porto (Portugal) y el AS Mónaco (Francia). Salen victoriosos los portugueses liderados por José Mourinho ganando por 3 goles a 0.
- 2008: en el sur y el este de China comienza una grave inundación que causará 148 muertes y forzará la evacuación de 1.3 millones de personas.
- 2010: en las ruinas arqueológicas de Mojensho Daro (Pakistán) se registra un récord de temperatura de 53,5 °C (128,3 °F).[4]
- 2012: en Bakú (Azerbaiyán) se celebra el Festival de la Canción de Eurovisión, en el que resulta ganadora Suecia, con Loreen y su canción «Euphoria».
- 2013: en Colombia, el Gobierno y las FARC llegan a un Pacto Agrario, en el marco del Proceso de Paz de La Habana, con lo que se concluye el primer punto de la Agenda de Paz.
- 2013: En una final cardiaca, el Club América consigue su 11.º campeonato de liga al vencer en tanda de penales al Cruz Azul en la final del Clausura 2013, considerada como una de las mejores finales de la historia del futbol mexicano.
- 2018: El 26 de mayo en Kiev, Ucrania el Real Madrid consigue la 13ª Copa de Europa o Champions League, venciendo por 3 a 1 al Liverpool Football Club, con goles de Karim Benzemá y 2 de Gareth Bale (el 2-1 de chilena) y Sadio Mané que logró empatar a 1.
- 2019: en Perú, un terremoto de magnitud 8 sacude el departamento de Loreto, siendo también sentido en Colombia, Brasil y Ecuador.
- 2020: Las protestas desencadenadas por la muerte de George Floyd estallan en Mineápolis y Saint Paul, antes de generalizarse en todo Estados Unidos y en todo el mundo.[5]
- 2020: en Costa Rica, se aprueba el matrimonio igualitario.
- 2021: en la ciudad polaca de Gdansk, el Villarreal Club de Fútbol se proclama campeón de la Europa League por primera vez en su historia, siendo Villarreal la ciudad más pequeña hasta la fecha cuyo equipo más representativo obtiene un campeonato futbolístico de ámbito continental.
- 2022: en Perú un Terremoto de magnitud 7.2 golpea la ciudad de Puno, se sintió Bolivia y mínimamente en Chile
- 2025: Atropello masivo en Liverpool (2025).

## Nacimientos
- 972: Ramón Borrell, aristócrata barcelonés (f. 1017).
- 1264: Koreyasu, shogun japonés (f. 1326).
- 1478: Clemente VII, papa entre 1523 y 1534 (f. 1534).
- 1566: Mehmed III, sultán otomano (f. 1603).
- 1591: Olimpia Maidalchini, noble italiana (f. 1657).
- 1602: Philippe de Champaigne, pintor francés-neerlandés (f. 1674).
- 1623: William Petty, médico, economista y estadístico británico (f. 1687).
- 1650: John Churchill, general, aristócrata y político británico (f. 1722).
- 1655: Vincenzo Grimani, cardenal italiano (f. 1710).
- 1667: Abraham de Moivre, matemático franco-inglés (f. 1754).
- 1669: Sébastien Vaillant, botánico y micólogo francés (f. 1722).
- 1689: Lady Mary Wortley Montagú, aristócrata y escritora británica (f. 1762).
- 1699: Nikita Trubetskói, militar y político ruso (f. 1767).
- 1700: Nicolaus Ludwig von Zinzendorf, religioso y teólogo alemán (f. 1760).
- 1722: Washington Shirley, oficial de la marina y astrónomo británico (f. 1778).
- 1764: Edward Livingston, jurista y estatista estadounidense (f. 1836).
- 1764: Leopold Trattinnick, botánico y micólogo austríaco (f. 1849).
- 1790: Albert Goblet d'Alviella, político, oficial y militar belga (f. 1873).
- 1796: Luis II de Liechtenstein, príncipe de Liechtenstein entre los años 1836 y 1858 (f. 1858).
- 1799: Felipe Poey, naturalista cubano (f. 1891).
- 1814: Heinrich Geissler, físico e inventor alemán (f. 1879).
- 1821: Amalie Dietrich, naturalista alemana (f, 1891)
- 1822: Edmond de Goncourt, escritor y crítico francés, fundador de la Academia Goncourt (f. 1896).
- 1822: Augusta de Reuss-Köstritz, noble alemana (f. 1862).
- 1826: Isabel Mijáilovna de Rusia, noble rusa (f. 1845).
- 1826: Richard Christopher Carrington, astrónomo inglés (f. 1875).
- 1848: Alexander Muirhead, ingeniero eléctrico escocés (f. 1920).
- 1849: Hubert von Herkomer, pintor alemán (f. 1914).
- 1850: José López Portillo y Rojas, político y literato mexicano (f. 1923).
- 1853: John Wesley Hardin, bandido y abogado estadounidense (f. 1895).
- 1855: Vittoria Aganoor, poeta italiana (f. 1910).
- 1863: José Camilo Crotto, político argentino (f. 1936).
- 1863: Bob Fitzsimmons, boxeador británico (f. 1917).
- 1865: Robert William Chambers, escritor estadounidense (f. 1933).
- 1865: Mariano Gutiérrez-Lanza, meteorólogo y astrónomo español (f. 1943).
- 1867: María de Teck, aristócrata británica, esposa del rey Jorge V (f. 1953).
- 1872: Trinidad Arroyo, oftalmóloga española, primera mujer doctorada en oftalmología en España (f. 1959)
- 1873: Olaf Gulbransson, ilustrador noruego (f. 1958).
- 1873: Hans Ludendorff, astrónomo alemán (f. 1941).
- 1874: Henri Farman, aviador y constructor de aviones francés (f. 1958).
- 1874: Laura Montoya, monja colombiana canonizada en 2013 (f. 1949).
- 1877: Rafael L. Hernández, abogado y político mexicano (f. 1951).
- 1881: Adolfo de la Huerta, presidente mexicano (f. 1955).
- 1882: Roderick McMahon, promotor estadounidense de lucha libre profesional y de boxeo profesional (f. 1954).
- 1883: Mamie Smith, cantante, bailarina y pianista de jazz y blues y actriz estadounidense (f. 1946).
- 1884: Charles Winninger, actor teatral y cinematográfico estadounidense (f. 1969).
- 1885: Hugo Alberto Acuña, primer argentino, en izar la bandera argentina en Antártida (f. 1953).
- 1885: Gaston Baty, dramaturgo y director de teatro francés (f. 1952).
- 1886: Al Jolson, cantante y actor estadounidense (f. 1950).
- 1886: Felipe Sandoval, anarquista español (f. 1939).
- 1887: Ba U, político birmano, 2.º presidente de su país (f. 1963).
- 1890: Luis Calandre, médico, cardiólogo e histólogo español (f. 1961).
- 1893: Eugene Aynsley Goossens, director de orquesta y compositor británico (f. 1962).
- 1893: Dynes Pedersen, gimnasta artístico danés (f. 1960).
- 1893: Charles Stevens, actor cinematográfico y televisivo estadounidense (f. 1964).
- 1894: Paul Lukas, actor húngaro (f. 1971).
- 1895: Dorothea Lange, fotógrafa y periodista estadounidense (f. 1965).
- 1895: Helen M. Dyer, bioquímica estadounidense, investigadora en cáncer (f. 1998).
- 1896: Virgilio Uribe, marino mexicano (f. 1914).
- 1899: Juan Max Boettner, médico paraguayo (f. 1958).
- 1900: Lesley Selander, cineasta estadounidense (f. 1979).
- 1902: Jesús Pabón, historiador y político español (f. 1976).
- 1903: Otto Abetz, diplomático alemán, embajador de la Alemania nazi en Francia (f. 1958).
- 1904: Vlado Perlemuter, pianista y profesor francés de origen lituano (f. 2002).
- 1906: Pierre Prévert, cineasta francés (f. 1988).
- 1906: Mauri Rose, piloto estadounidense de automovilismo (f 1981).
- 1907: John Wayne, actor, cantante, cineasta y productor estadounidense (f. 1979).
- 1907: Joaquín Gómez Bas, novelista español (f. 1984).
- 1908: Robert Morley, actor británico (f. 1992).
- 1909: sir Matt Busby, jugador y entrenador escocés de fútbol (f. 1994).
- 1910: Imi Lichtenfeld, artista marcial, boxeador y gimnasta húngaro-israelí (f. 1998).
- 1910: Adolfo López Mateos, político mexicano, presidente de México entre 1958 y 1964 (f. 1969).
- 1912: János Kádár, político y mecánico húngaro, 46.º primer ministro de su país (f. 1989).
- 1912: Jay Silverheels, actor canadiense (f. 1980).
- 1913: Peter Cushing, actor británico (f. 1994).
- 1913: Pierre Daninos, escritor francés (f. 2005).
- 1919: Rubén González, pianista cubano (f. 2003).
- 1920: Peggy Lee, cantante y compositora estadounidense de jazz (f. 2002).
- 1921: Inge Borkh, soprano alemana (f. 2018).
- 1922: Deolindo Felipe Bittel, escribano y político argentino (f. 1997).
- 1923: James Arness, actor estadounidense (f. 2011).
- 1926: Miles Davis, trompetista, líder de banda y compositor estadounidense de jazz (f. 1991).
- 1926: Antonio Prieto, cantante y actor chileno (f. 2011).
- 1927:Rafael Escalona, compositor colombiano (f. 2009).
- 1928: Jack Kevorkian, médico, activista del suicidio asistido y ensayista estadounidense (f. 2011).
- 1929: Hans Freeman, química y cristalógrafa australiana (f. 2008).
- 1929: Catherine Sauvage, cantante y actriz francesa (f. 1998).
- 1932: Ramón Hoyos, ciclista colombiano (f. 2014).
- 1933: Jean Graczyk, ciclista francés (f. 2004).
- 1933: Luis Felipe Noé, pintor argentino.
- 1937: Tulio Hernández Gómez, político mexicano, Gobernador de Tlaxcala entre 1981 y 1987 (f. 2023).
- 1938: William Bolcom, pianista y compositor estadounidense.
- 1938: Teresa Stratas, soprano y actriz canadiense.
- 1939: Alejandro Foxley, economista y político chileno.
- 1939: Herb Trimpe, escritor y ilustrador estadounidense (f. 2015).
- 1940: Levon Helm, baterista, cantante, compositor y actor estadounidense, de la banda The Band (f. 2012).
- 1941: Aldrich Ames, criminal y agente estadounidense de la CIA.
- 1941: Cliff Drysdale, tenista sudafricano.
- 1942: Nury Flores, actriz venezolana (f. 2023).
- 1944: Olga Bisera, actriz y periodista italiana.
- 1945: Carmelo Artiles, profesor y político español (f. 2011).
- 1945: Vilasrao Deshmukh, abogado y político indio, 17.º primer ministro de Majarastra (f. 2012).
- 1945: Consuelo Luzardo, actriz colombiana.
- 1946: Neshka Robeva, gimnasta y entrenadora búlgara.
- 1946: Mick Ronson, guitarrista, compositor y productor británico (f. 1993).
- 1948: Stevie Nicks, cantante y compositora estadounidense.
- 1949: Jean François Casanovas, actor y director de teatro franco-argentino (f. 2015).
- 1949: Jeremy Corbyn, político y periodista británico.
- 1949: Ward Cunningham, programador estadounidense, creador del primer wiki.
- 1949: Pam Grier, actriz estadounidense.
- 1949: Philip Michael Thomas, actor afroestadounidense, de la serie Miami Vice.
- 1949: Hank Williams Jr., cantante, compositor y guitarrista estadounidense.
- 1951: Ramón Calderón, expresidente del Real Madrid Club de Fútbol.
- 1951: Araceli de León, actriz de doblaje mexicana (f. 1999).
- 1951: Sally Ride, astronauta estadounidense, primera mujer de ese país en el espacio (f. 2012).
- 1953: Kay Hagan, abogada y política estadounidense (f. 2019).
- 1953: Michael Portillo, periodista, secretario de Defensa y político británico.
- 1953: Dan Roundfield, baloncestista estadounidense (f. 2012).
- 1954: Alan Hollinghurst, novelista, poeta, cuentista, y traductor británico.
- 1954: Allan Wellman, futbolista guatemalteco.
- 1955: Paul Stoddart, empresario australiano.
- 1957: Mary Bell, exconvicta británica
- 1957: Diomedes Díaz, cantante y compositor colombiano (f. 2013).
- 1957: Roberto Ravaglia, piloto de automovilismo italiano.
- 1958: Margaret Colin, actriz estadounidense.
- 1959: Raimundo Amador, músico español.
- 1960: Pablo Restrepo, nadador colombiano.
- 1960: Doug Hutchison, actor estadounidense.
- 1962: Bobcat Goldthwait, actor, director y guionista estadounidense.
- 1963: Simon Armitage, poeta, dramaturgo y novelista británico.
- 1964: Caitlín R. Kiernan, paleontóloga y escritora irlandés.
- 1964: Lenny Kravitz, cantante y multiinstrumentista estadounidense.
- 1964: Edu Torres, jugador y entrenador de baloncesto español.
- 1965: Josefina Buxadé, política mexicana.
- 1965: Héctor Fernández Fajo, pianista uruguayo (f. 2014).
- 1966: Zola Budd, atleta sudafricana.
- 1966: Helena Bonham Carter, actriz británica.
- 1967: Mika Yamamoto, periodista japonés (f. 2012).
- 1967: Juan Carlos Aragón Becerra famoso y prestigioso autor de comparsas y chirigotas del Carnaval de Cádiz (f. 2019).
- 1967: Kristen Pfaff, bajista estadounidense de la banda Hole (f. 1994)
- 1968: Simon Diamond, beisbolista y luchador estadounidense.
- 1968: Fernando León de Aranoa, cineasta español.
- 1968: Federico X de Dinamarca, rey de Dinamarca.
- 1969: Siri Lindley, triatleta y entrenador estadounidense.
- 1970: Nobuhiro Watsuki, es un mangaka japonés, reconocido por crear la serie de temática samurái Rurouni Kenshin y Busō Renkin.
- 1971: Matt Stone, actor y comediante estadounidense, creador de South Park.
- 1972: Sergio Vallín, guitarrista mexicano, de la banda Maná.
- 1972: Alan White, baterista británico, de la banda Oasis
- 1973: Jesule, futbolista español.
- 1973: Dejan Marković, futbolista serbio.
- 1974: Enrique Osses, árbitro chileno de fútbol.
- 1975: Juan Cabrejo, futbolista español.
- 1975: Lauryn Hill, cantante, compositora, productora y actriz estadounidense.
- 1975: Takeshi Tsuruno, actor y músico japonés.
- 1975: Nicki Aycox, actriz estadounidense (f. 2022).
- 1976: Kenny Florian, artista marcial y locutor deportivo estadounidense.
- 1977: Mark Hunter, cantante estadounidense, de la banda Chimaira.
- 1977: Roberto Plantier, actor mexicano.
- 1977: Misaki Itō, actriz japonesa.
- 1977: Luca Toni, futbolista italiano.
- 1978: Benji Gregory, actor estadounidense (f. 2024)
- 1978: Fabio Firmani, futbolista italiano.
- 1978: Rocío Madrid, presentadora de televisión y actriz española.
- 1978: Dan Parks, rugbista australiano-británico.
- 1979: Elisabeth Harnois, actriz estadounidense.
- 1979: Natalya Nazarova, corredora y atleta rusa.
- 1979: Mehmet Okur, baloncestista turco.
- 1981: Isaac Slade, cantante, compositor y pianista estadounidense.
- 1981: Kevin Sammut, futbolista maltés.
- 1982: Monique Alexander, actriz pornográfica y modelo estadounidense.
- 1982: Hasan Kabze, futbolista turco.
- 1982: Yōko Matsugane, modelo japonesa.
- 1983: Demy de Zeeuw, futbolista neerlandés.
- 1984: Raúl Coronado, actor mexicano.
- 1984: Chili Fernández, cantante y compositor argentino.
- 1984: Alejandro Herrera, artista plástico de Heavy Metal.
- 1984: Łukasz Szukała, futbolista polaco.
- 1984: Mikel Nieve, ciclista español.
- 1984: Goguita Arkania, karateca georgiano.
- 1984: Borja Vivas, atleta español.
- 1984: Aurélien Taché, político francés.
- 1984: Fabiana Semprebom, modelo brasileño.
- 1984: César Sempere, rugbista español.
- 1985: Simeon Bulgaru, futbolista moldavo.
- 1986: Àstrid Bergès-Frisbey, actriz franco-española.
- 1986: Gorka Kijera, futbolista español.
- 1988: Andrea Catellani, futbolista italiano.
- 1988: Juan Cuadrado, futbolista colombiano.
- 1988: Orlando Sánchez, baloncestista dominicano.
- 1988: Bogdan Globa, activista por los derechos LGBT ucraniano.
- 1989: Amit Farkash, actriz israelí.
- 1989: Fabrizio Poli, futbolista italiano.
- 1989: Tomáš Pekhart, futbolista checo.
- 1989: Shuhei Otsuki, futbolista japonés.
- 1990: Eric Griffin, baloncestista estadounidense.
- 1990: Madeleine Mantock, actriz británica.
- 1990: Toni Gabarre, futbolista español.
- 1990: Sandro Rodríguez Felipe, futbolista español.
- 1990: Dominick Drexler, futbolista alemán.
- 1991: Julianna Rose Mauriello, actriz estadounidense.
- 1991: Lou Jiahui, futbolista china.
- 1993: Gustav Valsvik, futbolista noruego.
- 1994: Ronald Kampamba, futbolista zambiano.
- 1994: Bruno Felipe Souza Da Silva, futbolista brasileño.
- 1995: Sergio González Testón, futbolista español.
- 1995: Marta Cardona, futbolista española.
- 1996: Lukáš Haraslín, futbolista eslovaco.
- 1996: Lukas Klünter, futbolista alemán.
- 1997: Leo Appelt, ciclista alemán.
- 1997: Yago César da Silva, futbolista brasileño.
- 1997: Filippo Romagna, futbolista italiano.
- 1997: Shunta Tanaka, futbolista japonés.
- 1997: Joseph Okumu, futbolista keniano.
- 1998: Elexa Bahr, futbolista colombo-hondureña.
- 1998: João Paulo Fernandes, futbolista caboverdiano.
- 1998: Denil Maldonado, futbolista hondureño.
- 1999: Kerry Ingram, actriz británica.
- 1999: Phạm Văn Luân, futbolista vietnamita.
- 1999: Antoine Bernède, futbolista francés.
- 1999: Martí Vilà García, futbolista español.
- 1999: Torai Kamata, futbolista japonés.
- 1999: Ren Fujimura, futbolista japonés.
- 2000: Yeji, cantante, rapera y bailarina surcoreana, líder del grupo Itzy.
- 2000: Taisei Miyashiro, futbolista japonés.
- 2000: Océane Cassignol, nadadora francesa.
- 2000: Santiago Micolta, futbolista ecuatoriano.
- 2000: Hannah Neise, pilota de skeleton alemana.
- 2000: Tyrique Stevenson, jugador de fútbol americano estadounidense.
- 2000: Cyril Ngonge, futbolista belga.
- 2001: Adrián Bernabé, futbolista español.
- 2001: Megan Charpentier, actriz canadiense.
- 2001: Alejandro Barbudo, futbolista español.
- 2001: Alexander Prass, futbolista austriaco.
- 2001: Sosuke Shibata, futbolista japonés.
- 2002: Maxime Estève, futbolista francés.
- 2003: Eneko Ortiz, futbolista español.
- 2006: Naila Zaninetti, futbolista argentina.
- 2007: Marc Bernal, futbolista español.

## Fallecimientos
- 604: Agustín de Canterbury, monje y arzobispo católico benedictino ítalo-inglés (n. 534).
- 735: Beda el Venerable, monje, historiador y teólogo inglés (n. 672).
- 926: Yuan Xingqin, general y gobernador chino.
- 946: Edmundo I el Magnífico, rey inglés (n. 921).
- 1076: Ramón Berenguer el Viejo, aristócrata barcelonés (n. 1023).
- 1339: Aldona Ona, reina polaca.
- 1421: Mehmed I, sultán otomano turco (n. 1389).
- 1512: Bayezid II, sultán otomano turco (n. 1447).
- 1536: Francesco Berni, poeta italiano (n. 1498).
- 1552: Sebastian Münster, cartógrafo y cosmógrafo alemán (n. 1488).
- 1595: Felipe Neri, sacerdote y santo católico florentino (n. 1515).
- 1648: Vincent Voiture, poeta y escritor francés (n. 1597).
- 1653: Robert Filmer, teórico y escritor británico (n. 1588).
- 1679: Fernando María, aristócrata y gobernante alemán (n. 1636).
- 1703: Samuel Pepys, cronista y político británico (n. 1633).
- 1746: Thomas Southerne, dramaturgo irlandés (n. 1660).
- 1762: Alexander Gottlieb Baumgarten, filósofo y académico alemán (n. 1714).
- 1799: Lord Monboddo (James Burnett), lingüista, biólogo y juez británico (n. 1714).
- 1818: Michael Andreas Barclay de Tolly, mariscal de campo y político ruso, gobernador de Finlandia (n. 1761).
- 1818: Manuel Rodríguez Erdoíza, patriota chileno (n. 1785).
- 1831: Mariana Pineda, patriota española (n. 1804).
- 1840: William Sidney Smith, almirante y político británico (n. 1764).
- 1873: August Conradi, compositor alemán (n. 1821).
- 1877: Kido Takayoshi, político japonés (n. 1833).
- 1881: Richard L. Heschl, anatomista austríaco (n. 1824).
- 1896: Manuel Obligado, militar y político argentino (n. 1838).
- 1904: Georges Gilles de la Tourette, neurólogo y médico francés (n. 1857).
- 1908: Mirza Ghulam Ahmad, lídero religioso, fundador del movimiento Ahmadiyya (n. 1835).
- 1909: Emilio Mitre, político e ingeniero argentino (n. 1853).
- 1912: Eduardo López de Romaña, ingeniero, político y presidente peruano (n. 1847).
- 1914: Jacob August Riis, periodista, fotógrafo y reformador danés (n. 1849).
- 1922: Aurélia de Sousa, pintora chileno-portuguesa (n. 1866).
- 1922: Ernest Solvay, químico y filántropo belga (n. 1838).
- 1924: Victor Herbert, chelista, director de orquesta y compositor irlandés, fundador de la American Society of Composers, Authors y Publishers (n. 1859).
- 1926: Srečko Kosovel, poeta esloveno (n. 1904).
- 1928: John Burnet, filólogo clásico escocés (n. 1863).
- 1938: John Jacob Abel, bioquímico y farmacólogo estadounidense (f. 1857).
- 1939: Charles Horace Mayo, médico estadounidense, cofundador de la Clínica Mayo (n. 1865).
- 1943: Edsel Ford, empresario estadounidense (n. 1893).
- 1944: Christian Wirth, oficial alemán de las SS nazis (n. 1885).
- 1950: Miguel Durán Salgado, arquitecto español (n. 1854).
- 1951: Lincoln Ellsworth, explorador estadounidense (n. 1880).
- 1955: Alberto Ascari, piloto de automovilismo (n. 1918).
- 1956: Al Simmons, beisbolista y entrenador estadounidense (n. 1902).
- 1966: Elizabeth Dilling, escritora y activista estadounidense (n. 1894).

- 1968: Little Willie John, cantante y compositor estadounidense (n. 1937).
- 1973: Karl Löwith, filósofo alemán (n. 1897).
- 1974: Silvio Moser, piloto suizo de automovilismo (n. 1941).
- 1976: Martin Heidegger, filósofo y académico alemán (n. 1889).
- 1978: Jorge Icaza, escritor ecuatoriano (n. 1906).
- 1979: George Brent, actor irlandés (n. 1904).
- 1980: Francisco Goyoaga, jinete español, campeón mundial en 1953 (n. 1920).
- 1987: Emiliana de Zubeldía, compositora y pianista española (n. 1888).
- 1988: José Muñoz Molleda, compositor español (n. 1905).
- 1988: Juan Orol, cineasta mexicano  (n. 1897).
- 1989: Don Revie, futbolista y mánager británico (n. 1927).
- 1991: José Caballero, pintor español (n. 1915).
- 1994: Antonio Hernández Gil, jurista español (n. 1915).
- 1994: Norberto Menéndez, futbolista argentino (n. 1936).
- 1994: Sonny Sharrock, guitarrista estadounidense (n. 1940).
- 1995: Friz Freleng, animador, director y productor estadounidense (n. 1906).
- 1996: Gerardo Rueda, pintor abstracto español (n. 1926).
- 1998: Tony Barrera, DJ mexicano (n. 1963).
- 1999: Paul Sacher, director de orquesta y filántropo suizo (n. 1906).
- 2001: Vittorio Brambilla, piloto italiano de carreras (n. 1937).
- 2002: Vicente Nebreda, coreógrafo y bailarín venezolano (n. 1930).
- 2002: Mamo Wolde, atleta etíope (n. 1932).
- 2003: Alfredo Bravo, político argentino (n. 1925).
- 2004: Nikolái Chernyj, astrónomo ruso (n. 1931).
- 2005: Eddie Albert, actor estadounidense (n. 1906).
- 2005: Chico Carrasquel, beisbolista venezolano (n. 1928).
- 2005: Ruth Laredo, pianista y educador estadounidense (n. 1937).
- 2008: Sydney Pollack, cineasta, actor y guionista estadounidense (n. 1934).
- 2009: Kaoru Kurimoto, escritora japonesa (f. 1953).
- 2009: Alfons Milà, arquitecto español (n. 1924).
- 2010: Art Linkletter, presentador de televisión y locutor canadiense (n. 1912).
- 2012: Arthur Decabooter, ciclista belga (n. 1936).
- 2013: Roberto Civita, empresario italiano-brasileño (n. 1936).
- 2013: Héctor Garza, luchador mexicano (n. 1969).
- 2013: Otto Muehl, artista y pintor austríaco (n. 1925).
- 2013: Jack Vance, escritor estadounidense (n. 1916).
- 2014: Esther Boix, pintora española (n. 1923).
- 2014: Manuel Uribe, ciudadano mexicano, hombre más pesado del mundo (n. 1965).
- 2015: Vicente Aranda, cineasta, productor y guionista español (n. 1926).
- 2015: João Lucas, futbolista portugués (n. 1979).
- 2016: Arturo Pomar, ajedrecista español (n. 1931).
- 2016: Loris Francesco Capovilla, cardenal italiano (n. 1915).
- 2016: Hedy Epstein, sobreviviente del Holocausto judío y activista alemana (n. 1924).
- 2017: Andrés Percivale, presentador de televisión, periodista y actor argentino (n. 1939).
- 2018: Alan L. Bean, astronauta e ingeniero aeronáutico estadounidense (n. 1932).
- 2019: Prem Tinsulanonda, político y militar tailandés (n. 1920).
- 2019: Tuqui (Gabriel Gustavo  Pinto), humorista, artista y conductor de radio y televisión argentino (n. 1955).
- 2020: Oleh Hornykiewicz, bioquímico austríaco (n. 1926).
- 2020: Richard Herd, actor estadounidense (n. 1932).
- 2021: H. S. Doreswamy, activista y periodista indio (n. 1918).
- 2022: Ray Liotta, actor estadounidense (n. 1954).
- 2022: Andrew Fletcher, músico británico, integrante de la banda Depeche Mode (n. 1961).
- 2022: Alan White, baterista británico (n. 1949).

## Celebraciones
- Día Mundial de Drácula.
Conmemora la publicación de la novela de Bram Stoker 26 de mayo de 1897 (128 años).[6]

- Día Internacional del Lindy Hop.
En honor al nacimiento de Frankie Manning.

- Semana de Solidaridad con los pueblos de los territorios no autónomos.

Compartidas
- Bolivia,   Colombia,  Ecuador y  Perú:
  - Día de la Integración Andina.
En conmemoración de la firma del Acuerdo de Cartagena el 26 de mayo de 1969 (56 años). Este acuerdo dio origen a la Comunidad Andina (CAN), un bloque regional que busca promover el desarrollo económico y social mediante la integración y la cooperación entre sus países integrantes.

 Por países
(Por orden alfabético)
- Argentina: 
  - Día del Visitador Médico.[7]
Los visitadores médicos o agentes de propaganda médica son profesionales que actúan como vínculo entre los laboratorios farmacéuticos y los médicos, informando sobre nuevos productos, tratamientos y avances en medicamentos. Esta fecha conmemora la fundación de la Asociación de Agentes de Propaganda Médica de la República Argentina (AAPM), ocurrida el 26 de mayo de 1947 (78 años).

- Chile: 
  - Día de los Patrimonios.
Es una fiesta cultural que invita a la comunidad a participar en diversas actividades gratuitas para conocer y celebrar el patrimonio cultural y natural del país.
(Se celebra cada 25 y 26 de mayo).

- El Salvador: 
  - Día del Ordenanza.

- Estados Unidos: 
  - Día del Avión de Papel.[8]
Juguete infantil creado con papel que se originó en la antigua China y se perfeccionó en Japón. Al arte de crearlos se le llama aerogami, parecido a origami, el arte japonés de doblar papel.

- Georgia: 
  - Día de la Independencia.

- Guyana: 
  - Día de la Independencia.

- Polonia: 
  - Día de la Madre.[9]
(en polaco: Dzień Matki).

- Uruguay: 
  - Día Nacional del Libro.
Se celebra desde 1940, en conmemoración de la fundación de la Biblioteca Nacional de Uruguay en 1816. Esta fue la primera biblioteca pública del país, establecida gracias a la iniciativa del presbítero Dámaso Antonio Larrañaga, quien donó su colección personal.

### Santoral católico
- San Andrés Kaggwa.[10]
- San Berengario de Saint-Papoul.[10]
- San Carlos de Saint-Anthony.
- San Desiderio de Vienne.[10]
- San Eleuterio, papa.[10]
- Santa Felicísima de Todi.[10]
- San Felipe Neri.[10][11]
- San Fugacio.
- San José Chang Song-jib.[10]
- San Lamberto de Vence.[10]

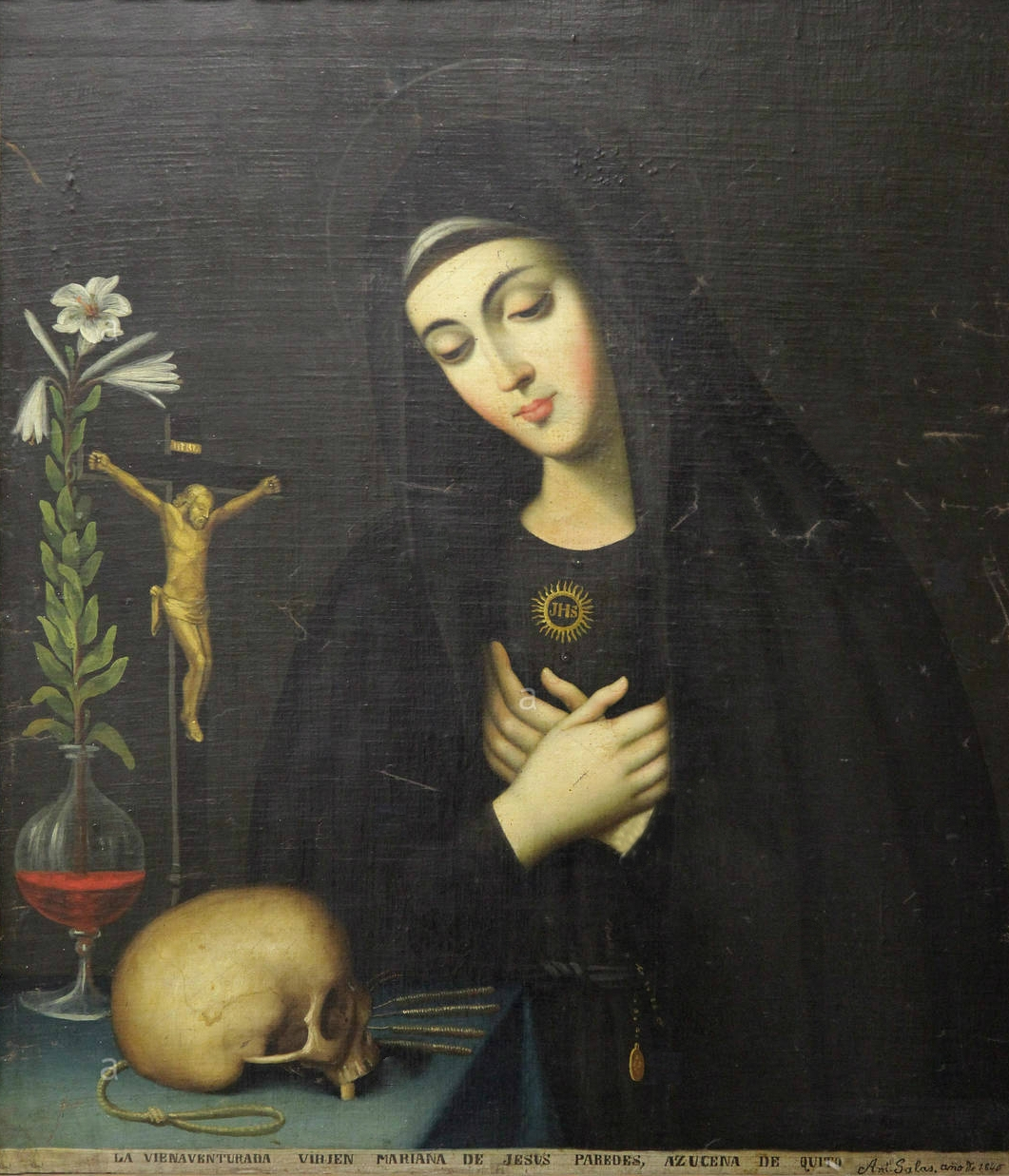
Ecuador recuerda a Mariana de Jesús de Paredes, santa quiteña, más conocida como la Azucena de Quito y canonizada por Pío XII.

- Santa Mariana de Jesús de Paredes.[12](imagen ilustrativa).
- San Pedro Sanz y Jordá.[10]
- San Ponciano Ngondwe.[10]
- San Prisco de Auxerre y compañeros.[10]
- San Simetrio de Roma.[10]
- Beato Andrés Franchi.[10]
- Beato Francisco Patrizi.[10]